# 1900 en Belgique
Chronologie de la Belgique
- 1896
- 1897
- 1898
- 1899
- 1900
- 1901
- 1902
- 1903
- 1904

Cette page recense des événements qui se sont produits durant l'année 1900 en Belgique.

## Chronologie
- 4 avril : échec d’un coup de feu tiré par le jeune Jean-Baptiste Sipido contre le Prince de Galles à la gare du Nord à Bruxelles[1].
- 10 mars : loi sur le « contrat de travail »[2].
- 10 mai : loi « concernant les pensions de vieillesse »[3],[4].
- 27 mai : premières élections législatives à la proportionnelle. Le Parti catholique obtient la majorité absolue.
- 2 octobre : le prince Albert épouse la duchesse Élisabeth en Bavière[2].
- 15 décembre : fondation à Bruxelles du Bureau socialiste international[5].

- Fondation du monastère d'Arlon par des moniales Colettines[6].

## Culture

### Arts
- 15 septembre - 2 novembre : ouverture du Salon de Bruxelles de 1900[7].

### Architecture

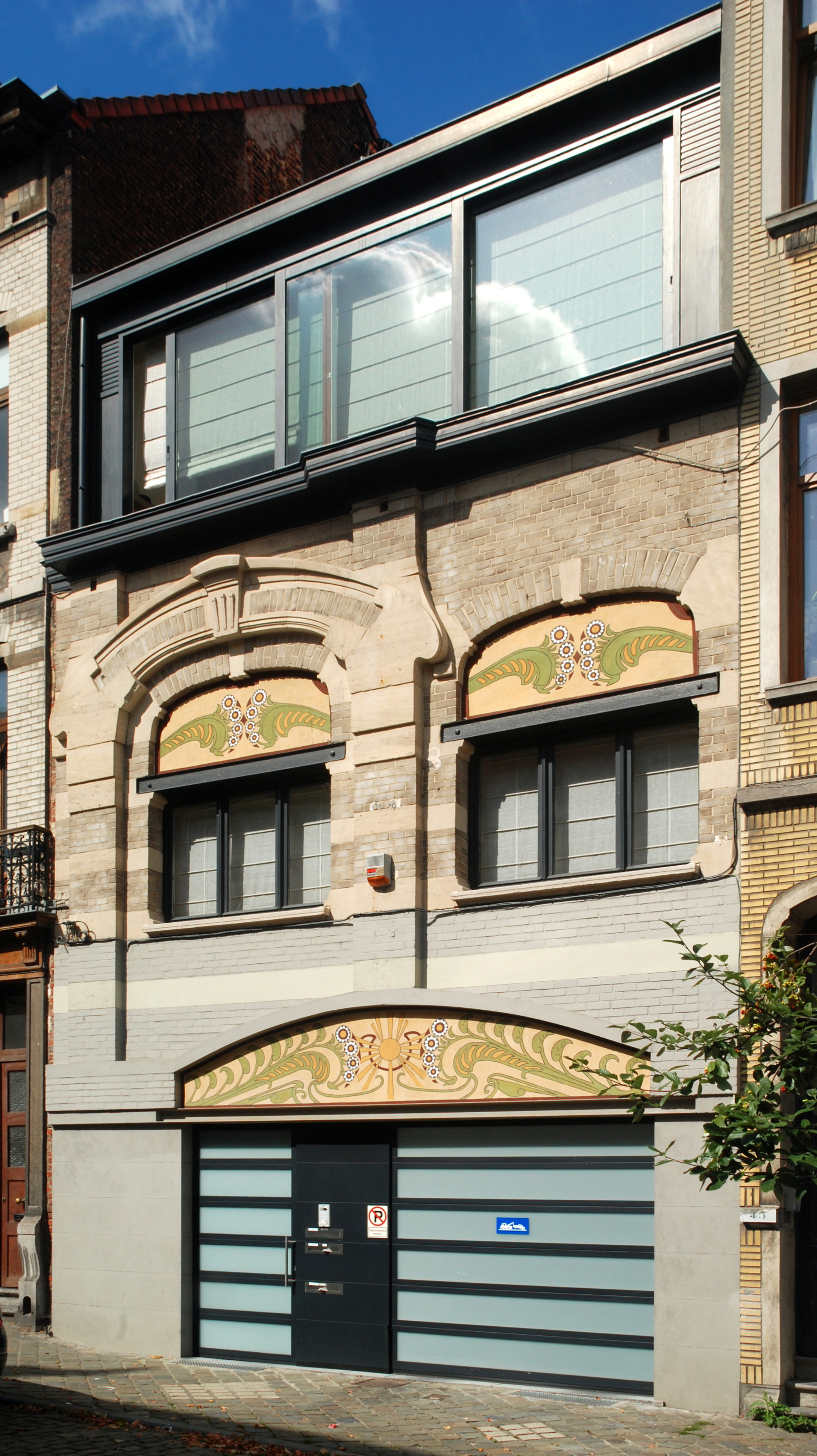
Atelier de sculpture de Jacques Sermon et Henri Pletinckx à Saint-Gilles (Art nouveau)
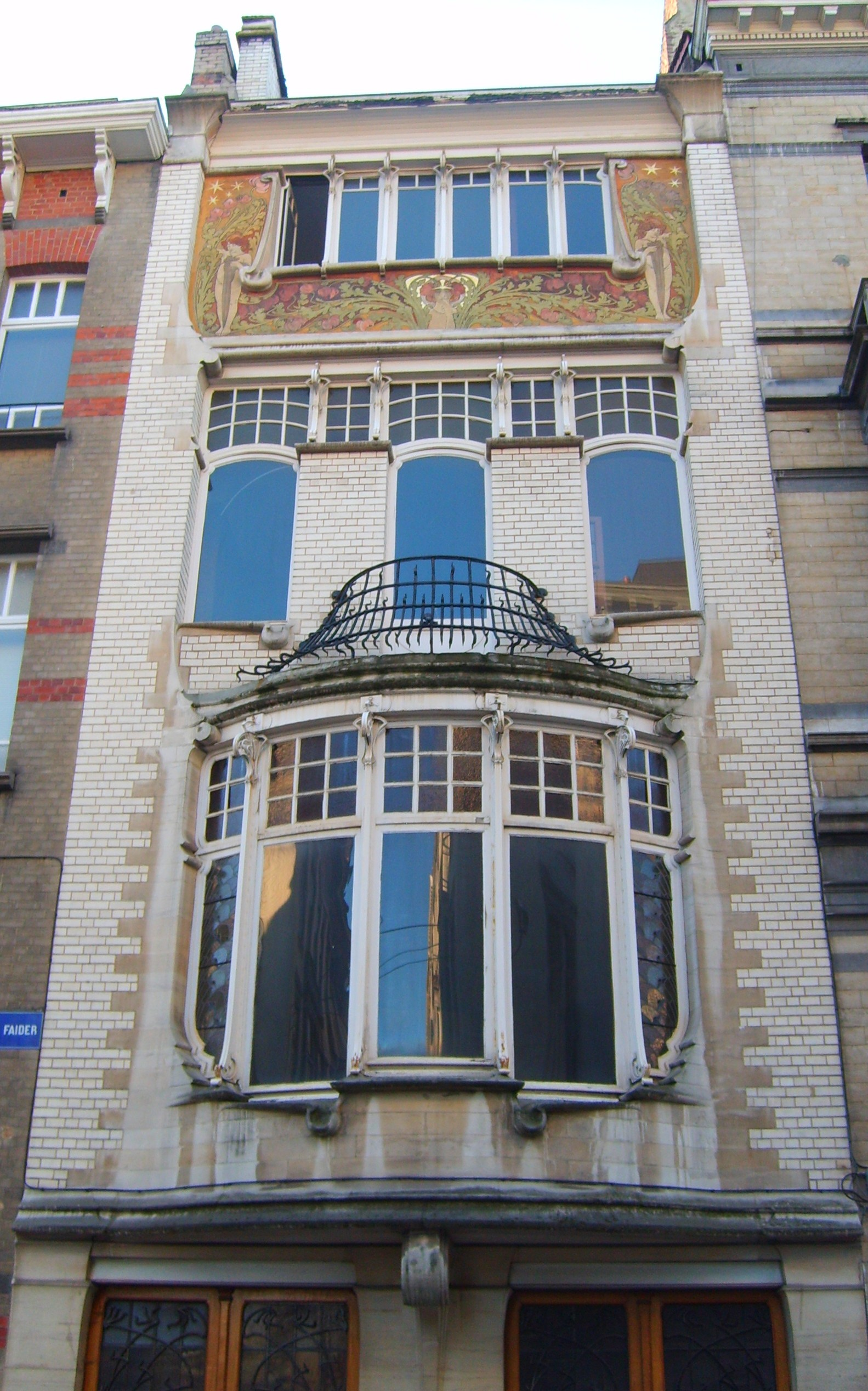
Maison Beukman à Ixelles (Art nouveau)
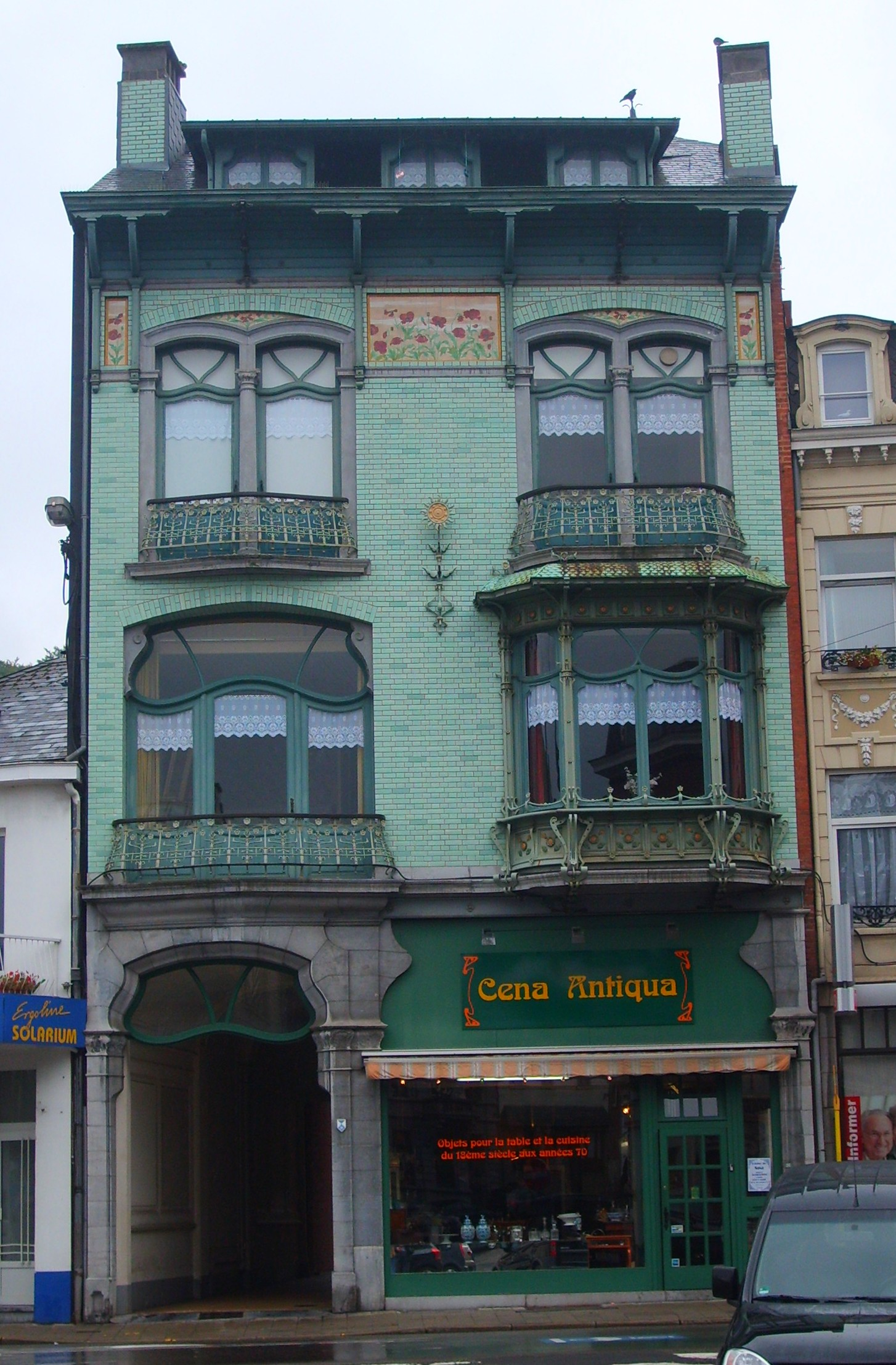
Maison Charlier à Spa (Art nouveau)

### Littérature
- Au Cœur frais de la forêt, roman de Camille Lemonnier[8].
- Le Cloître, pièce d'Émile Verhaeren[9].
- Le Livre des bénédictions, recueil de Thomas Braun[10].
- Des Vers, recueil de Georges Marlow[10].

### Opéra
- Jean-Michel (Albert Dupuis).

## Sciences

### Histoire
- Parution du premier tome de la monumentale Histoire de Belgique d'Henri Pirenne.
- Première parution de la Revue d'histoire ecclésiastique, revue scientifique publiée par l'Université catholique de Louvain.

## Naissances
- 2 février : Oscar Behogne, homme politique († 13 décembre 1970).
- 12 mars : Georges Linze, écrivain d'expression française († 28 janvier 1993).
- 10 avril : Jean Duvieusart, homme politique († 11 octobre 1977).
- 12 mai : André Benoit, coureur cycliste († 18 juin 1954).
- 15 août : Marcel Florkin, biochimiste († 3 mai 1979).
- 26 juillet : Fernand Schreurs, homme politique († 11 décembre 1970).
- 21 décembre : Albert Lilar, homme politique († 16 mars 1976).

## Décès
- 10 mai : François Binjé, peintre (° 10 octobre 1835).
- 26 juin : Jules Bara, homme politique (° 23 août 1835).
- 14 octobre : Albrecht De Vriendt, peintre (° 8 décembre 1843).
- 11 décembre : Edmond de Sélys Longchamps, homme politique, entomologiste et ornithologue (° 25 mai 1813).

## Statistiques
- Population totale au 31 décembre 1900 : 6 693 548 habitants[11].